# Veerhaven (Rotterdam)
De Veerhaven is een van de historische havens in Rotterdam, gelegen tussen de Willemskade en de Westerkade in het klassieke Scheepvaartkwartier van Rotterdam. Hij ligt aan de noordzijde van de Nieuwe Maas, niet ver van de Euromast.

## Geschiedenis
De Veerhaven ontleent zijn naam aan de veerdienst naar Katendrecht aan de zuidzijde van de Nieuwe Maas, die al in de 15e eeuw werd gevestigd. Tot de ingebruikname van de Willemsbrug in 1878 was dit de enige verbinding tussen de noord- en zuidoever van de Nieuwe Maas. De veerdienst van de rederij Heen en Weer deed dienst tot 1968 toen de metro de noord-zuidverbinding overnam. Van 1911 tot de opening van de Maastunnel in 1942 was er hier naast een dienst voor personenvervoer ook een veerdienst voor voertuigen, het wagenveer.

### Koninklijke Roei- en Zeilvereniging De Maas
De Veerhaven was van 1900 tot circa 1980 onder beheer van Koninklijke Roei- en Zeilvereniging De Maas en werd ook door de leden gebruikt om hun jachten aan te meren. Langs de kade staan karakteristieke huizen zoals de voormalig kantoren van de Steenkolen Handels Vereniging (SHV) en van Van Uden. Ook van architectonisch belang is het in jugendstil uitgevoerde sociëteitsgebouw (1908) van de De Maas ontworpen door de architecten Barend Hooijkaas jr. en Michiel Brinkman. Vrijwel alle gebouwen rond en bij de Veerhaven zijn rijksmonument.

### Kantoor havenmeester

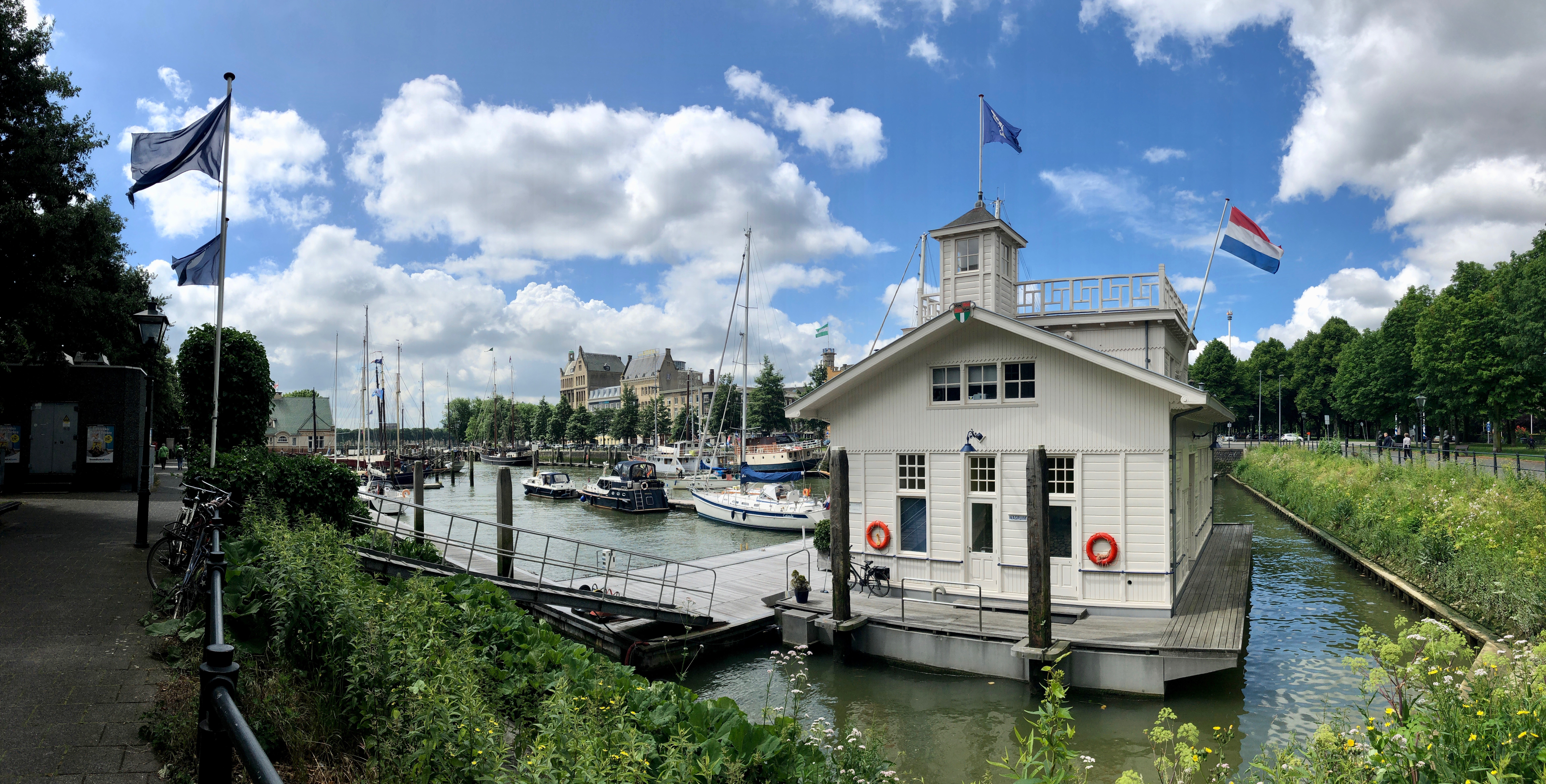
Huidig drijvend kantoorgebouw van de Veerhaven Rotterdam

Het drijvend kantoor voor de Havenmeester van de Stichting Veerhaven is een voormalig onderkomen van de Rotterdamse rivierpolitie (opgericht per 1 augustus 1895). Het werd op 6 november 1911 geplaatst in de Parkhaven. Na de ingebruikname van het nieuwe bureau van de rivierpolitie aan de St. Jobsweg werd het drijvende politiebureau in 1938 overbodig. Nadat de Duitse bezetter in de Tweede Wereldoorlog de pontons vorderde werd het gebouwtje verplaatst naar Zwijndrecht, waar het in gebruik was als woonhuis tot het in 1995 voor het symbolische bedrag van 1 gulden werd verkocht aan de Stichting Veerhaven.

## Heden
De haven doet, sinds 1990, onder beheer van de Stichting Veerhaven. De exploitatie van de Veerhaven is in handen van Stichting Veerhaven Rotterdam. De Stichting heeft ten doel het behoud van de Veerhaven in haar omgeving, als maritiem-cultureel erfgoed van de stad Rotterdam. Zij tracht dit doel onder meer te bereiken door het bevorderen van de openstelling van de Veerhaven als: thuishaven voor zeegaande zeilschepen met historisch karakter; passantenhaven voor grotere zeegaande zeilschepen; passantenhaven voor zeilende binnenschepen met een historisch karakter; passantenhaven voor jachten, die Rotterdam aandoen; centrumhaven voor maritieme evenementen. Tevens heeft de stichting ten doel het behoud van het voormalig drijvend Bureau der Rivierpolitie Rotterdam (nu ‘Bureau Veerhaven’) alsmede dit te benutten als havenkantoor.
De Stichting draagt zorg voor een evenwichtig toelatingsbeleid en een goed voorzieningsniveau. Bij de toelating streeft men naar een zo groot mogelijke verscheidenheid in scheepstypes.

### Evenementen
Sinds 2001 start jaarlijks de Race of the Classics vanuit de Veerhaven. Sinds 2002 vindt er 's zomers vanaf een ponton in de haven een klassiek openluchtconcert plaats: het Veerhavenconcert. In de zomer van 2006 was de Veerhaven de finish van een etappe van de Volvo Ocean Race, die in Portsmouth, Engeland was begonnen.

### Galerie

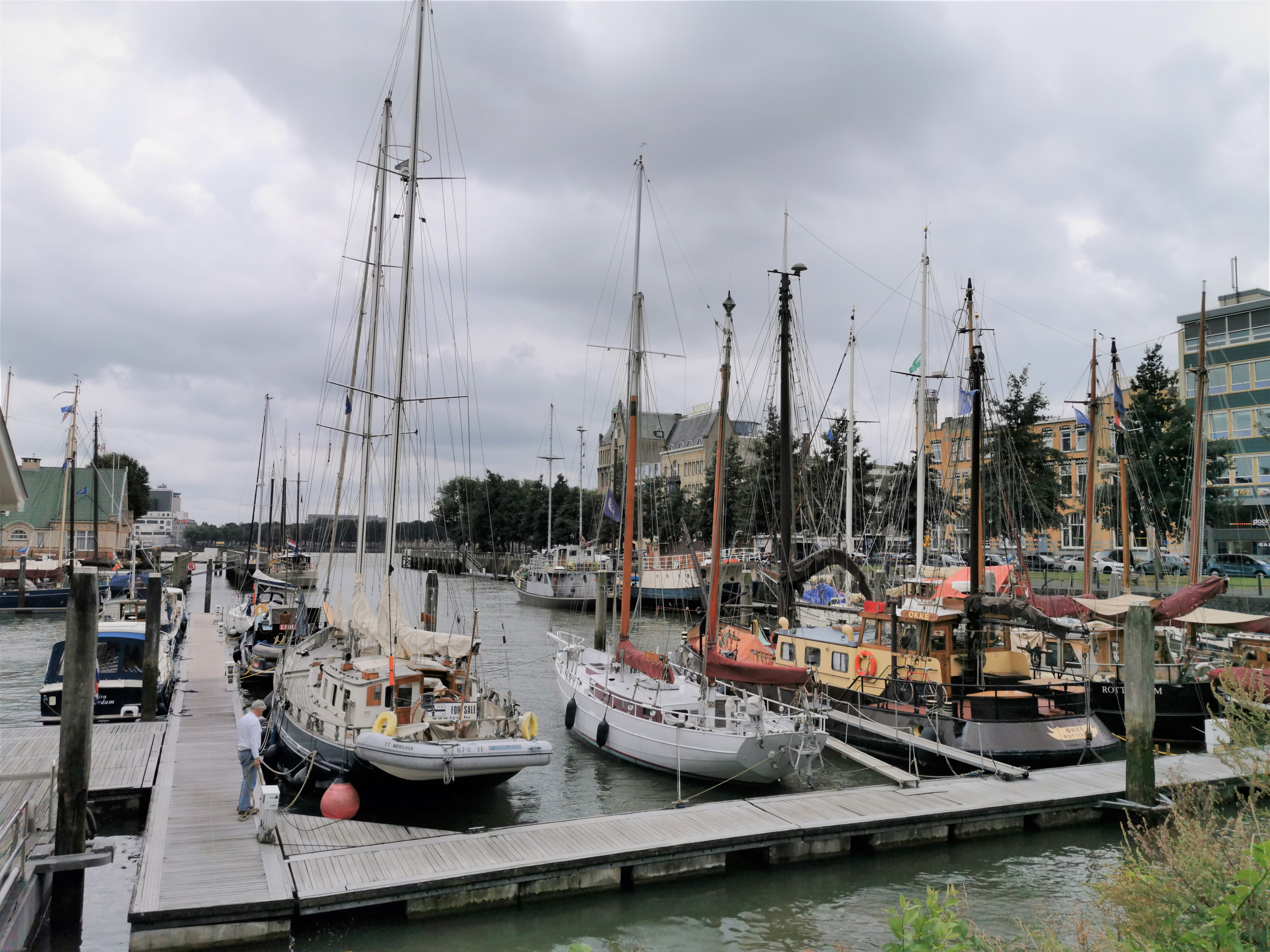
Zicht op jachthaven
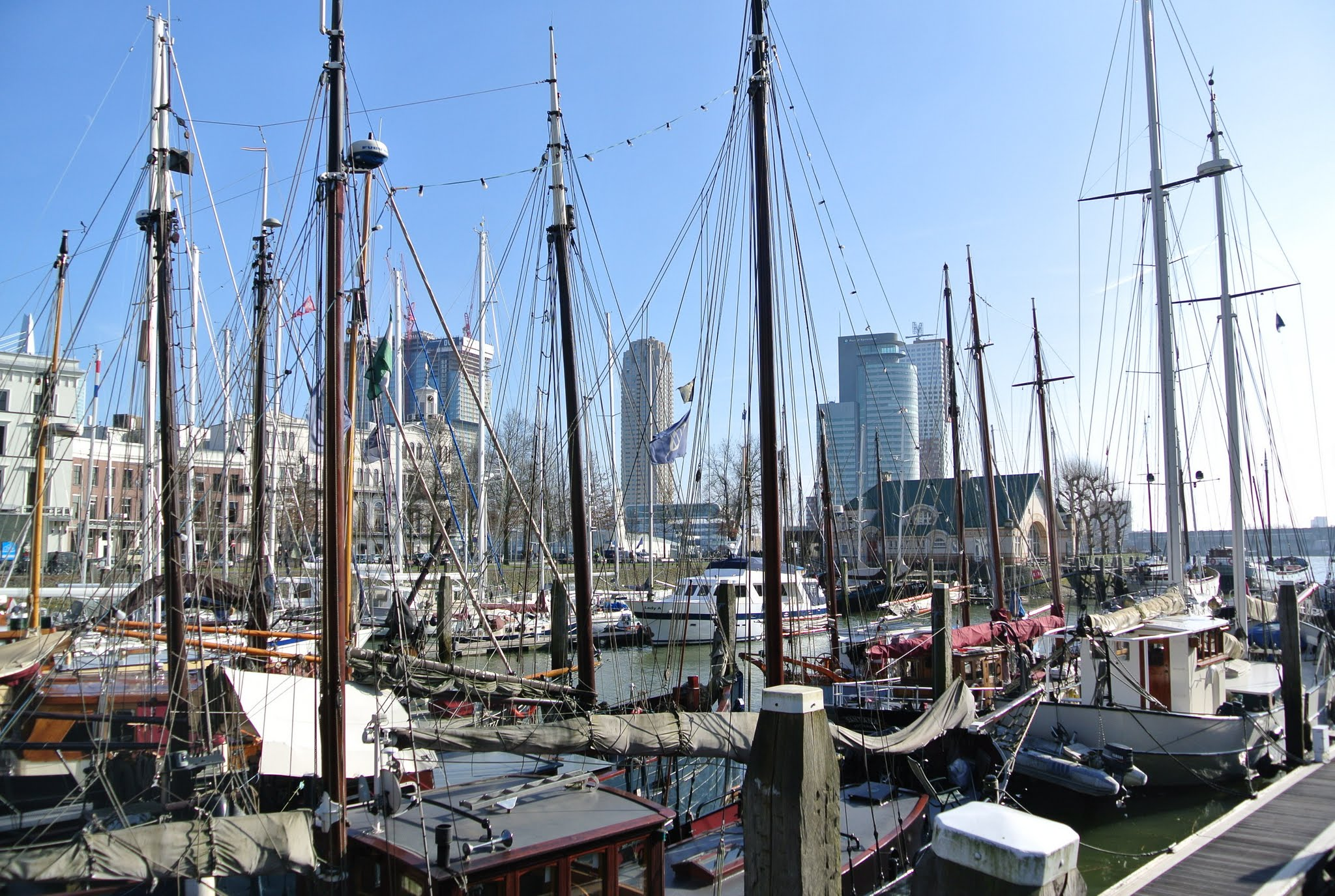
Uitzicht vanaf de haven op Kop van Zuid
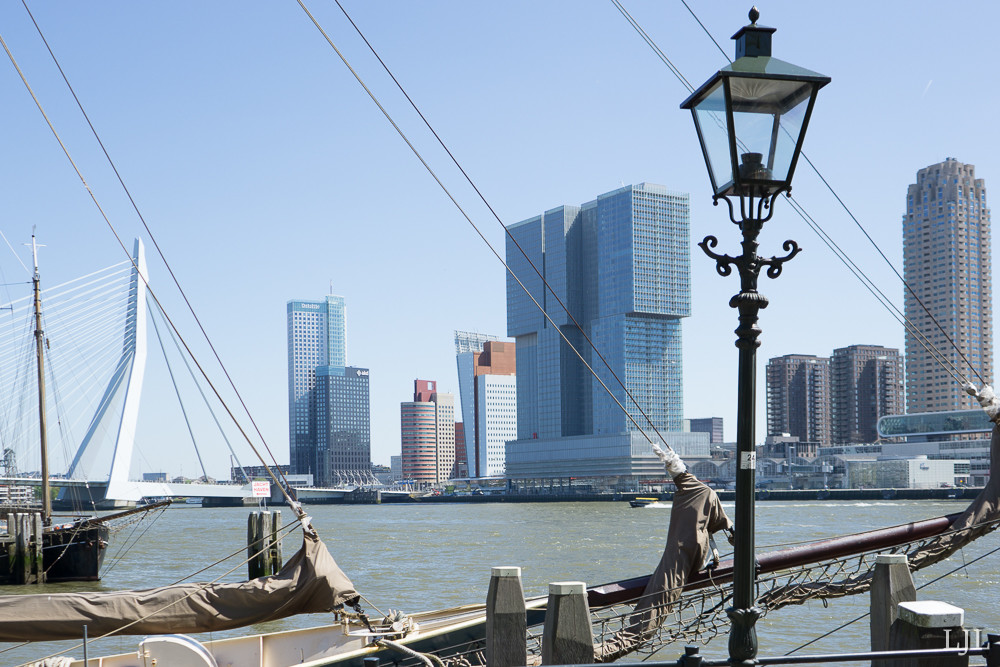
Zicht op Kop van Zuid in 2018